# 손문곤
손문곤(1965년 1월 29일 ~)은 빙그레, 쌍방울에서 뛰었던 전 야구 선수다. 광주동성고등학교를 졸업했다.

## 빙그레 이글스 시절
1986년 입단해 그 해 선발과 계투를 오가며 28경기 117이닝 2승(모두 선발)(88년 타이 기록 세움) 5패 ERA 3.38로 활약했다. 그러나 이듬해부터는 성적이 떨어졌으며 1986년 연고선수였음에도 빙그레의 전력보탬을 위해 1988년까지 보태주기로 합의했던 본인(손문곤)을 해태가 돌려받을 방침까지  정하기도 했다.

## 쌍방울 레이더스 시절
1990년 시즌 시작을 앞두고 쌍방울 레이더스로 조용호와 함께 트레이드되었다. 
빙그레는 손문곤을 쌍방울로 보내며  1880만원을 받았으나   쌍방울에서도 좋은 모습울 보여주지 못하다가 1992년을 끝으로 은퇴했다.

## 같이 보기
- 빙그레 이글스 연도별 선수 명단